# 애비나쉬

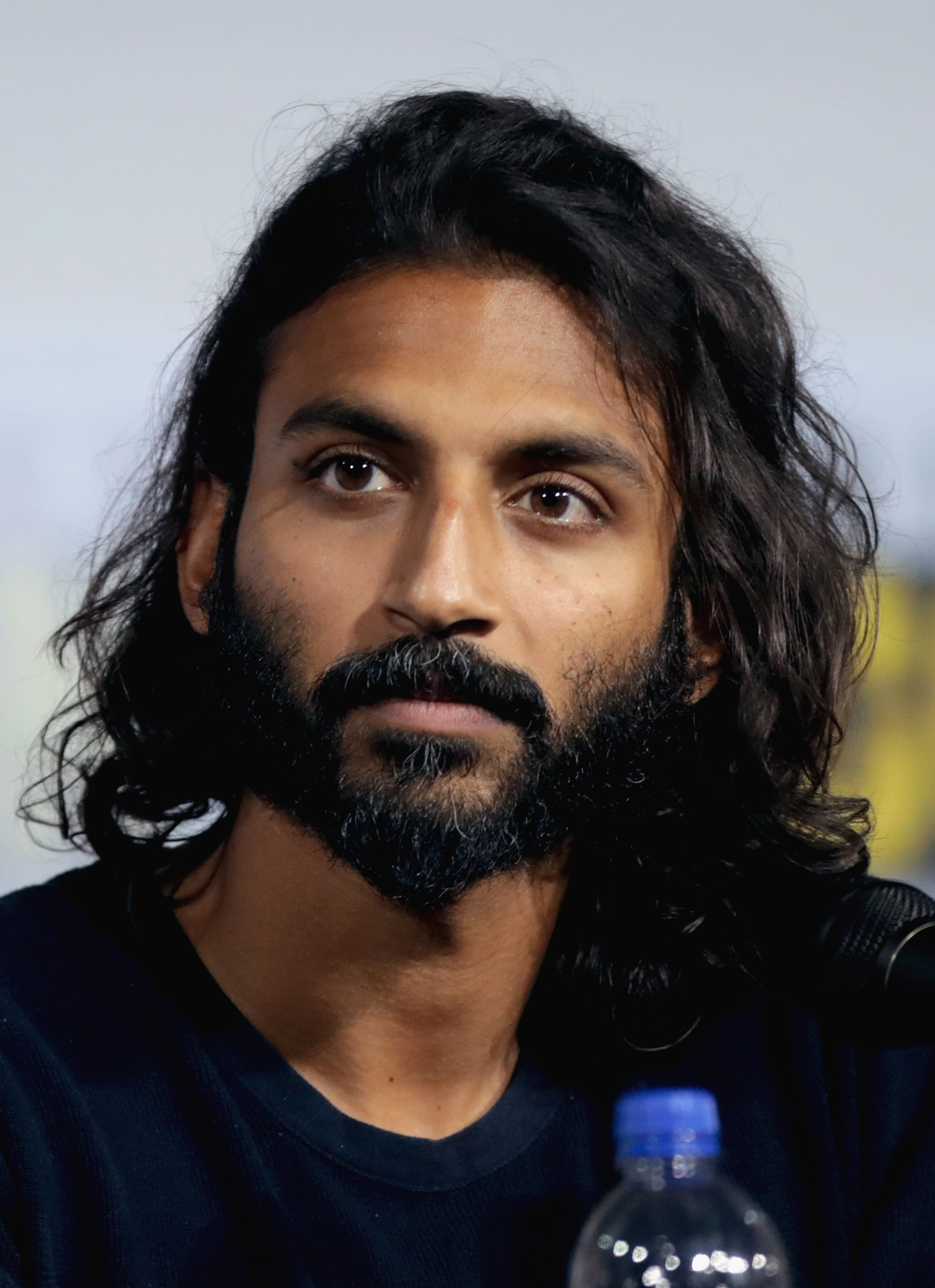
2019년 샌디에이고 코믹콘 인터내셔널에서

아비 내시(Avi Nash, 1991년 1월 24일 ~ )는 미국의 배우이다.
로스앤젤레스에서 태어났다.

## 출연 작품

### 영화
- 인생면허시험 (2014)

### 텔레비전
- 워킹 데드 (2017-20) - 시디크 역
- 지하창고 사일로의 비밀 (2023)